# Társila Criado
Társila Criado (Cáceres, 16 de enero de 1896 -  Madrid, 28 de julio de 1985) fue una actriz española.

## Biografía
Considerada una de las grandes damas del teatro dramático en España durante el siglo XX, se inició en la interpretación a la temprana edad de 8 años con la obra Los descamisados. Tras una etapa como tiple de Zarzuela, fue descubierta por los hermanos Álvarez Quintero. Protagonizó entonces Traidor, inconfeso y mártir. En 1929, ya convertida en primera actriz de la compañía de Francisco Fuentes, interpretó uno de sus mayores éxitos: El proceso de Mary Dugan. 
Muy activa durante los años de la II República, estrenó El divino impaciente (1933) y Las cortes de Cádiz (1934), ambas de José María Pemán, así como la versión cinematográfica de La malquerida (1940), de Jacinto Benavente.
Tras la Guerra Civil continuó su carrera sobre los escenarios, con obras como Dueña y señora, también de Benavente, Don Juan Tenorio (1943), de José Zorrilla, en el papel de Doña Inés, Edipo rey (1954), de Sófocles o Tiestes (1956), de Séneca, las dos últimas en el Festival de Teatro Romano de Mérida bajo dirección de José Tamayo, Diálogos de Carmelitas (1954), de Georges Bernanos, Los intereses creados (1956), de Jacinto Benavente, Las brujas de Salem (1957), de Arthur Miller, en el Teatro Español o Doña Diabla (1960), de Luis Fernández Ardavín. Continuó trabajando hasta 1975, siendo su última interpretación Tirano Banderas, de Valle-Inclán, junto a Manuel Gallardo.
Su paso por el cine fue testimonial y, aparte de la mencionada La malquerida, solo rodó tres películas más, Revelación (1948), de Antonio de Obregón, Rebeldía (1954), de José Antonio Nieves Conde y Cañas y barro (1954), de Juan de Orduña.